# Matériel roulant de la STIL
 (janvier 2022).
Si vous disposez d'ouvrages ou d'articles de référence ou si vous connaissez des sites web de qualité traitant du thème abordé ici, merci de compléter l'article en donnant les références utiles à sa vérifiabilité et en les liant à la section « Notes et références ».
Liste du matériel roulant de la Société des transports intercommunaux de Liège (STIL).

## Autobus
Longueur : A - articulé ; Md - midibus ; Mn - minibus ; S - standard.
| Illustration     | Modèle                    | Long- ueur | Nombre  | Numéros | En service | Hors service | Remarques |
| ---------------- | ------------------------- | ---------- | ------- | ------- | ---------- | ------------ | --------- |
|                  | Van Hool AG280/1          | A          | 3       | 701-703 | 1981       |              |           |
| Van Hool AG280/2 | A                         | 20         | 704-723 | 1984    |            |              |           |
| Van Hool AG280/3 | A                         | 17         | 724-740 | 1986    |            |              |           |
|                  | Volvo B59-55 / Jonckheere | S          | 70      | 521-590 | 1974       |              |           |
|                  | Volvo B59-55 / Jonckheere | S          | 70      | 591-660 | 1976       |              |           |

## Trolleybus
Longueur : A - articulé ; Md - midibus ; Mn - minibus ; S - standard.
| Illustration | Modèle / type      | Long- ueur | Nombre | Numéros | En service    | Hors service | Remarques |
| ------------ | ------------------ | ---------- | ------ | ------- | ------------- | ------------ | --------- |
|              | FN TB IV/2 (T38/2) | Md         | 18     | 501-518 | 1964 ex. TULE | 1969         |           |
|              | FN TB VI (T54)     | S          | 30     | 520-549 | 1964 ex. TULE | 1971         |           |
|              | FN TB VB (T57)     | S          | 1      | 550     | 1964 ex. TULE | 1971         |           |